# Катедрала на Тарту
Катедралата на Тарту (на естонски: Tartu toomkirik) е полуразрушена църква, една от забележителностите на град Тарту в Естония.
Строителството на катедралата започва през 13 век и в края на столетието тя вече се използва, но строежът на нови части продължава до 16 век. По това време страната е обхваната от Реформацията и католическият епископ е прогонен от града, като самата сграда претърпява значителни щети и е изоставена. През следващите столетия сградата се използва като хамбар, а двете 66-метрови кули са демонтирани над нивото на основния покрив и са превърнати в площадки за оръдия.
В началото на 19 век непосредствено до старата сграда е построена нова библиотека за Дорпатския университет, в която днес се помещава музей на университета. В края на 19 век едната от кулите на катедралата е превърната във водна кула.
|  | Тази страница частично или изцяло представлява превод на страницата Tartu Cathedral в Уикипедия на английски. Оригиналният текст, както и този превод, са защитени от Лиценза „Криейтив Комънс – Признание – Споделяне на споделеното“, а за съдържание, създадено преди юни 2009 година – от Лиценза за свободна документация на ГНУ. Прегледайте историята на редакциите на оригиналната страница, както и на преводната страница, за да видите списъка на съавторите. ВАЖНО: Този шаблон се отнася единствено до авторските права върху съдържанието на статията. Добавянето му не отменя изискването да се посочват конкретни източници на твърденията, които да бъдат благонадеждни. |